# مروز
مروز هي شركة تصنع المعدات الرياضية من إيران يقع مقرها الرئيسي في مدينة الصالحية، محافظة خوزستان.
في 2013 قامت بتزويد الملابس الرياضية للفرق المشاركة في جولة فيفب العالمية لكرة الطائرة الشاطئية.